# Sebastian Brynkus
Sebastian Brynkus (ur. 16 marca 2001 w Nowym Targu) – polski hokeista, reprezentant Polski.

## Kariera
- Podhale Nowy Targ do lat 14 (2012-2015)
- PPWSZ Podhale Nowy Targ (2015/2016)
- MMKS Podhale Nowy Targ do lat 20 (2015-2017)
- Podhale Nowy Targ do lat 20 (2017/2018)
  -  Unia Oświęcim do lat 20 (2017/2018)
  -  SMS PZHL Katowice do lat 18 (2017/2018)
  -  SMS PZHL Katowice do lat 20 (2017/2018)
- Cracovia (2018-2025)
- Cracovia do lat 20 (2018/2019, 2019/2020)
  -  SMS PZHL do lat 23 (2018/2019, 2019/2020)
  -  MKS Cracovia (2019/2020, 2020/2021)
- Zagłębie Sosnowiec (2025-)

Karierę rozwijał w rodzinnym Nowym Targu. W 2018 został zawodnikiem Cracovii (w tym roku do klubu z Krakowa trafił także inny wychowanek nowotarskiego hokeja, Łukasz Kamiński).
W maju 2025 został ogłoszony zawodnikiem drużyny ECB Zagłębie Sosnowiec.
W barwach reprezentacji Polski do lat 18 uczestniczył w turniejach mistrzostw świata juniorów do lat 18 edycji 2018, 2019 (Dywizja IIA). W barwach reprezentacji Polski do lat 20 uczestniczył w turniejach mistrzostw świata juniorów do lat 20 edycji 2019, 2020 (Dywizja IB).
W lutym 2023 został po raz pierwszy powołany do kadry Polski seniorów.

## Sukcesy
Reprezentacyjne
- Awans do mistrzostw świata juniorów do lat 18 Dywizji I Grupy B: 2019[5]

Klubowe
- Złoty medal mistrzostw Polski juniorów starszych: 2018 z UKH Unia Oświęcim
- Srebrny medal mistrzostw Polski: 2019, 2021 z Cracovią
- Puchar Polski: 2021 z Cracovią
- Puchar Kontynentalny: 2022 z Cracovią

Indywidualne
- Mistrzostwa świata do lat 18 w hokeju na lodzie mężczyzn 2019/II Dywizja#Grupa A:
  - Czwarte miejsce w klasyfikacji strzelców turnieju: 4 gole[6]
  - Pierwsze miejsce w klasyfikacji asystentów turnieju: 12 asyst[7]
  - Pierwsze miejsce w klasyfikacji kanadyjskiej turnieju: 16 punktów[8]
  - Drugie miejsce w klasyfikacji +/- turnieju: +11[9]
- Mistrzostwa Świata Juniorów w Hokeju na Lodzie 2020/I Dywizja#Grupa B:
  - Siódme miejsce w klasyfikacji strzelców turnieju: 4 gole[10]